# Wetterhilfenfunkdienst
Wetterhilfenfunkdienst  (englisch meteorological aids service) ist – gemäß Definition der Internationalen Fernmeldeunion (ITU) in der VO Funk – ein Funkdienst für Beobachtungen und Untersuchungen in der Wetterkunde, einschließlich der Gewässerkunde. Frequenzen sind für die einseitige Übertragung der bei Aufstiegsflügen von Radiosonden gewonnenen Wetterdaten zuteilbar.

## Frequenzzuteilung in Deutschland
Zuteilungsberechtigt sind neben dem Deutschen Wetterdienst und den militärischen Bedarfsträgern auch Unternehmen, Institutionen und Privatpersonen, zu deren Aufgaben die Erfassung von meteorologischen Daten gehört.
Es können folgende Frequenzen zugeteilt werden.
| Mittenfrequenzen in MHz     | ERP in mW                       | Kanalraster in kHz | Bedarfsträger (prim.)                     | Bedarfsträger (sek.)                       |
| --------------------------- | ------------------------------- | ------------------ | ----------------------------------------- | ------------------------------------------ |
| 402,3 – 402,9 404,1 – 405,7 | 200                             | 200                | Deutscher Wetterdienst, Bundeswehr        | zivile Nutzer                              |
| 405,7 – 405,9               | 200                             | 200                | Bundeswehr, US-amerikanische Streitkräfte |                                            |
| 403,03 – 403,89             | 100 (bis 10 km) 300 (bis 30 km) | 20                 | Mobile Nutzer (militärisch)               |                                            |
| 403,91 – 403,97             | 200                             | 20                 | zivile Nutzer                             | britische und niederländische Streitkräfte |

## Abgrenzung
Wetterradar ist im deutschen Frequenzplan nicht dem Wetterhilfenfunkdienst, sondern mit 5600–5650 MHz und 9200–9500 MHz dem nichtnavigatorischen Ortungsfunkdienst zugeordnet.
Kommunikation mit Wettersatelliten unterfällt dem Wetterfunkdienst über Satelliten.